# Rio Pauini (vattendrag i Brasilien, lat -1,71, long -62,83)
Rio Pauini är ett vattendrag i Brasilien.   Det ligger i delstaten Amazonas, i den nordvästra delen av landet, 2 300 km nordväst om huvudstaden Brasília.
I omgivningarna runt Rio Pauini växer i huvudsak städsegrön lövskog. Trakten runt Rio Pauini är nära nog obefolkad, med mindre än två invånare per kvadratkilometer.